# Liga Spartachistă
Acest articol este despre Liga Spartachistă din Germania, din perioada care a urmat după încheierea Primului Război Mondial. Pentru grupul troțkist omonim, (Liga Spartakistă), v. articolul corespunzător.

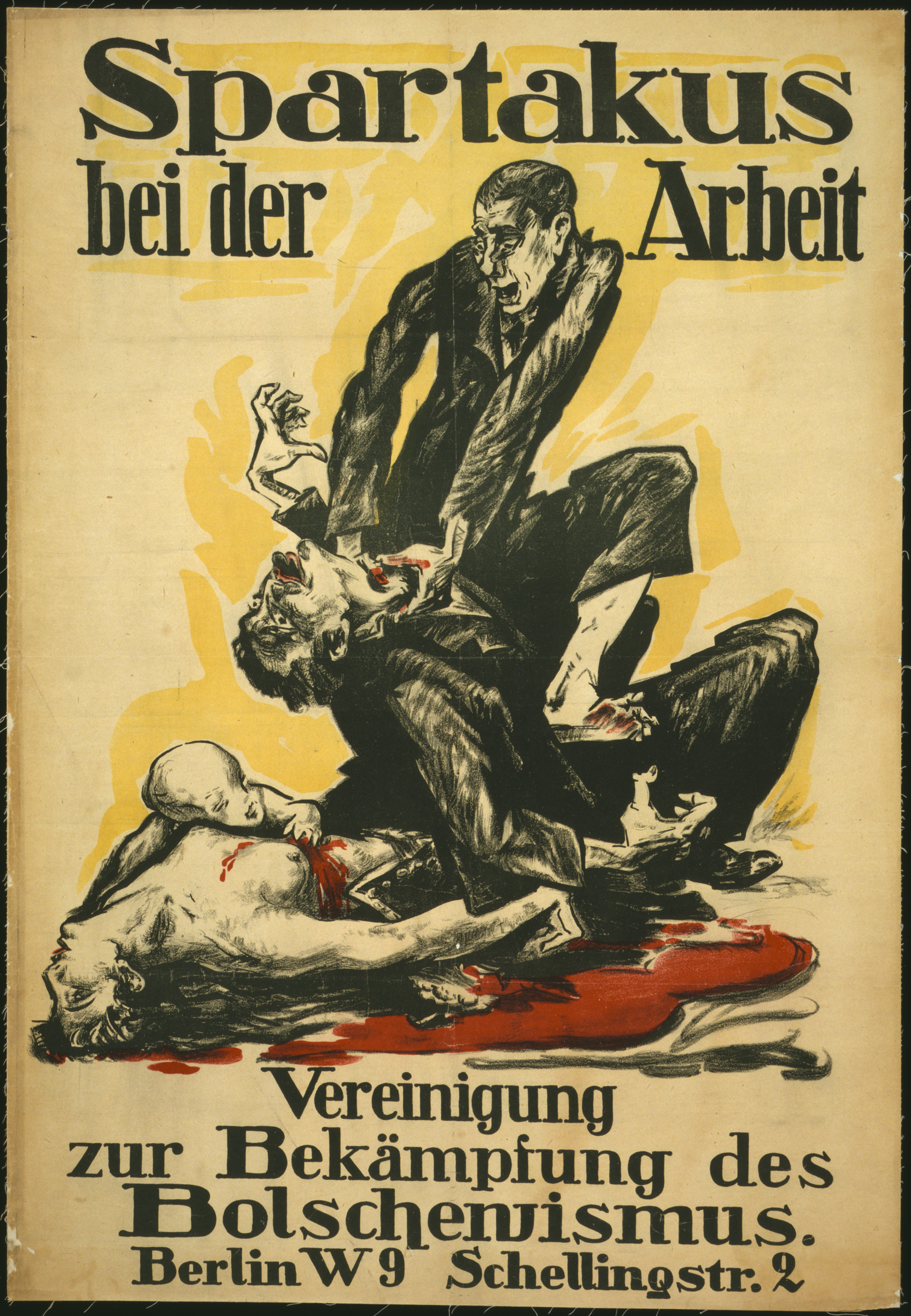
"Spartakus în lucru", afiş propagandistic împotriva Ligii Spartachiste, 1919.

Liga Spartachistă (în limba germană: Spartakusbund) a fost o mișcare revoluționară marxistă din Germania, în perioada imediat următoare încheierii Primului Război Mondial. Liga a primit numele lui Spartacus, conducătorul celei mai mari răscoale a sclavilor din Republica Romană. Liga a fost fondată de Karl Liebknecht, Rosa Luxemburg (v. și articolul Luxemburghism), Clara Zetkin și alți militanți de stânga. Perioada de activitate cu intensitate maximă a fost în timpul revoluției germane din 1918, când s-a încercat provocarea unei revoluții similare cu cea a revoluției bolșevice din Rusia.
În decembrie 1918 liga a fost primită în Comintern (Internaționala a III-a Comunistă) și și-a schimbat numele în Partidul Comunist German (Kommunistische Partei Deutschlands, KPD). Liga și partidul comunist care i-a urmat au devenit cunoscute în timpul luptelor de stradă cu poliția, precum și a altor activități violente, unele dintre acestea fiind criticate de Lenin ca fiind premature, anarhiste sau prost conduse, dar, cu toate acestea, tolerate. La 1 ianuarie 1919 KPD au condus o revoluție comunistă efemeră în Berlin, în ciuda protestelor lui Rosa Luxemburg și Karl Liebknecht. Revolta a fost zdrobită ușor de guvernul noului stat republican german, Republica de la Weimar.

## Istoric
Atât Rosa Luxemburg, cât și Karl Liebknecht erau membri de frunte ai aripii de stânga a Partidului Social Democrat German – SPD. Karl Liebknecht era fiul fondatorului SPD, Wilhelm Liebknecht. Membrii stângii SPD au fondat o organizație independentă, după ce social-democrații germani au hotărât să sprijine hotărârea guvernului imperial german de a declara război Imperiului Rus, în 1914, ceea ce s-a transformat în ceea ce avea să fie numit, mai apoi, Primul Război Mondial. În afară de opoziția la ceea ce ei considerau a fi un război imperialist, Rosa Luxemburg și Karl Liebknecht erau adepții unor măsuri revoluționare, spre deosebire de conducerea social-democraților, care erau adepții schimbărilor prin metode parlamentare.
După Revoluția Rusă din 1917, spartakiștii au luat decizia de a începe lupta pentru declanșarea unui proces asemănător, vizând venirea la putere a unui guvern bazat pe consiliile muncitorești de tipul sovietelor rusești. Karl Liebknecht și Rosa Luxemburg au fost întemnițați între 1916-1918 pentru rolul pe care l-au jucat în organizarea unei demonstrații publice în Berlin împotriva participării celui de-al Doilea Imperiu German la război. După Revoluția din Noiembrie, care, la sfârșitul războiului, l-a răsturnat pe Kaiser, a început o perioadă de instabilitate politică și agitații revoluționare care au durat până în 1923. Karl Liebknecht a proclamat republica socialistă de la balconul palatului imperial în noiembrie 1918. În aceeași noapte, Philipp Scheidemann, membru de frunte al SPD, proclama Republica de la Weimar de la balconul Reichstagului.
În decembrie 1918, Spartakusbund s-a transformat în Partidul Comunist German (KPD), filiala germană a Internaționalei Comuniste (Comintern). La 1 ianuarie 1919, KPD a încercat să preia controlul Berlinului, în ceea ce a devenit cunoscut ca revolta spartakistă. Această acțiune a fost întreprinsă în contradicție cu sfaturile date de Rosa Luxemburg, care considera o astfel de revoltă prematură, de vreme ce Spartakusbund era organizație prea slabă, nebucurându-se de un sprijin larg în rândurile muncitorilor.
Încercarea revoluționară a fost zdrobită de forțele combinate ale SPD, rămășițelor armatei regulate, grupurilor paramilitare ale extremei drepte (Freikorps), care au acționat la ordinele cancelarului Friedrich Ebert. Rosa Luxemburg și Karl Liebknecht, alături de alți revoluționari, au fost uciși de membrii Freikorps care-i ținuseră prizonieri, iar corpurile lor au fost aruncate într-un râu. Sute de spartakiști au fost executați în săptămânile care au urmat înfrângerii revoltei.
Rămășițele Ligii Spartakiste au continuat să activeze în cadrul KPD, partid care a preluat și ziarul Ligii, Die Rote Fahne (Steagul Roșu), ca organ oficial de presă. După Al Doilea Război Mondial, în Germania Răsăriteană, forțele de ocupație sovietice au impus unificarea KPD și SPD, fiind creat Partidul Socialist Unit German (SED). SED a devenit partid de guvernământ în R.D. Germană. După Reunificarea Germaniei, SED și-a schimbat numele în Partidul Socialismului Democratic (PSD), pentru ca, ulterior, să devină parte componentă a partidului de stânga numit Die Linke (Stânga).

## Manifestul Spartachist din 1918
Unul dintre cele mai importante fragmente ale Manifestului Spartachist (publicat în 1918) este următorul:
Problema de azi nu este democrația sau dictatura. Problema pe care istoria a pus-o pe agenda de zi este următoarea: democrație burgheză sau democrație socialistă. Pentru că dictatura proletariatului nu înseamnă bombe, lovituri de stat, răscoale și anarhie, așa cum agenții profiturilor capitaliste pretind în mod deliberat și fals. Mai degrabă, înseamnă folosirea tuturor instrumentelor puterii politice pentru a ajunge la socialism, pentru a expropria clasa capitalistă, prin și în concordanță cu voința majorității revoluționare a proletariatului.

## Cei mai importanți membri ai Ligii Spartachiste
- Willi Budich
- Hermann Duncker
- Käte Duncker
- Hugo Eberlein
- Paul Lange
- Leo Jogiches
- Paul Levi
- Karl Liebknecht
- Rosa Luxemburg
- Julian Marchlewski(Julian Balthasar Marchlewski)
- Franz Mehring
- Ernest Meyer(Ernst Meyer)
- Wilhelm Pieck
- August Thalheimer
- Clara Zetkin